# Pierre Forest (peintre)
Pour les articles homonymes, voir Pierre Forest.
Pierre Forest est un peintre français né le 21 novembre 1881 à Nice et mort le 17 décembre 1971 à Paris.

## Biographie
Peintre de paysages, marines, natures mortes, fleurs, pastelliste des ciels de Paris.
Neveu du graveur lyonnais Forest-Fleury, il expose à la galerie Terrise, boulevard Haussman en 1923, puis de 1924 à 1929 à la galerie Reitlinger, rue La Boétie, il expose de 1931 à 1943 au Salon des indépendants, à Paris, dont il était sociétaire. Il expose en Amérique du Sud, en Suisse et au Maroc. Une exposition rétrospective de son œuvre a été présentée par la ville de Nice en 1981. 
Jusqu'en 1938, date de son installation définitive à Paris, Pierre séjourne dans l'atelier de son ami Gabriel Hervé, Villa des Arts, à Montmartre. Il visite la capitale, carnet de croquis en main. Il perçoit Paris comme une nature transformée par l'homme sous un ciel plombé et nuageux. Pour Pierre Forest, tout passe comme passent les nuages au-dessus de Paris. Sa galerie est en faillite. Reitlinger entame un parcours tragique qui se terminera dans les camps de la mort de l'Allemagne nazie. La vision merveilleuse et presque naïve de Forest se teinte de pessimisme. Son art se distord et se dédouble.
On distingue deux grandes périodes dans sa carrière :
- le peintre des fleurs de Nice, des paysages de la Côte d’Azur peints au couteau dans un style Barbizon-en Provence, en pleine pâte, peinture orientaliste. Époque de sa notoriété
- le peintre des ciels de Paris. Au contact des paysages d’Île-de-France, il atténua ses couleurs vives et il commença à utiliser le pastel dont il devint un spécialiste[5]. Il donna alors à ses œuvres un ton mélancolique. Époque de l’oubli.

Une exposition rétrospective de son œuvre a été présentée par la ville de Nice en 1981.